# Ещё один день в раю
«Ещё один день в раю» (англ. Another Day in Paradise) — второй фильм американского режиссёра Ларри Кларка, вышедший на экраны в 1998 году. Его сценарий основан на одноимённой книге писателя Эдди Литтла.

## Сюжет
Бобби — мелкий воришка и наркоман, живущий со своей девушкой Рози. После того, как очередная задуманная им кража с треском проваливается, парень вынужден искать помощи у Мэла, опытного мошенника и торговца наркотиками. Мэл уже давно живёт со своей подругой Сид, но детей у них нет. Сама Сид раньше очень хотела завести ребёнка, но сейчас ей не позволяет это сделать ни возраст, ни здоровье: она принимает наркотики уже много лет.
Сначала Мэл и Сид относятся к Бобби и Рози, которые более чем в два раза младше их, чуть ли не с родительской заботой. Они вместе разрабатывают и осуществляют крупное преступление, в результате чего получают большую сумму денег. Бобби считает, что необходимо временно «лечь на дно», но Мэл не может остановиться и разрабатывает план нового грабежа. Отношения между ними начинают портиться. Бобби решает сбежать вместе с Рози, но находит её мёртвой: она скончалась от передоза. Находящемуся в шокированном состоянии парню ничего не остаётся, кроме как пойти на дело вместе с Мэлом и Сид. Но грабёж идёт не по плану и в конечном итоге приводит к тройному убийству. Вся троица решает уехать подальше от места преступления, но по дороге к Мэлу приходит мысль, что Бобби может сдать их полиции, а поэтому от него надо избавиться.

## Актёрский состав
- Винсент Картхайзер — Бобби
- Джеймс Вудс — Мэл
- Мелани Гриффит — Сид
- Наташа Грегсон Вагнер — Рози
- Питер Сарсгаард — Тай
- Джеймс Отис[англ.] — преподобный
- Брент Бриско — Клем
- Брэндон Уильямс — Дэнни

## Саундтрек
- Боб Дилан — «Every Grain of Sand»
- Сэм Мур — «If I Lose Your Love»
- Отис Реддинг — «Hard to Handle», «I’ll Let Nothing Separate Us»
- Вилли Диксон — «Nervous»
- Кларенс Картер — «Looking for a Fox», «Can’t See Myself»
- Перси Следж — «Here I Am»
- The Tornadoes[англ.] — «The Gremmie Part 1»
- Sun City Girls[англ.] — «Me & Mrs. Jones»
- Аллен Тоуссен — «Soul Sister»
- Chocolate Genius[англ.] — «Can I Change My Mind»
- N'Dea Davenport[англ.] — «One More Cup of Coffee»
- Soul Brothers Six[англ.] — «Some Kind of Wonderful»
- Polyester Players — «Permanent Press»
- The Fantastic Johnny C — «Boogaloo Down Broadway»
- The Soul Clan — «That’s How It Feels»[1]